# Abraham Goetz
Abraham Goetz (ur. 8 kwietnia 1926 w Grybowie, zm. 9 maja 2017 w Notre-Dame) – polski matematyk.

## Życiorys
Urodził się 8 kwietnia 1926 r. w Grybowie. Okres II wojny światowej spędził w Kazachstanie, gdzie podjął również studia matematyczne. W 1945 r. powrócił do Polski i został studentem matematyki na połączonym Uniwersytecie i Politechnice we Wrocławiu w pierwszym roku jego działania. Od 1952 r. pracował w Instytucie Matematyki Uniwersytetu Wrocławskiego, a w 1957 roku obronił tamże doktorat pod kierunkiem Władysława Ślebodzińskiego pt. Metryki i miary niezmiennicze w przestrzeniach jednorodnych), a już rok później uzyskał habilitację.
Od 1962 r. był wizytującym wykładowcą na University of Notre Dame, a w 1965 r. wyemigrował do Stanów Zjednoczonych i podjął pracę na University of Notre Dame oraz kierował National Science Foundation, która sponsorowała studia magisterskie dla nauczycieli matematyki ze szkół średnich. W 1999 r. przeszedł na emeryturę.
Naukowo zajmował się geometrią różniczkową i algebrą uniwersalną.
Żonaty z Janiną, miał synów George’a i Victora. Był zaangażowany w działalność miejscowej synagogi i należał do jej rady zarządzającej. Zmarł w 2017 r. w Notre-Dame w stanie Indiana i został pochowany na Ortodoksyjnym Cmentarzu Żydowskim w Mishawaka.